# Сбитнево
Сбитнево — деревня в Троицком районе Челябинской области. Относится к Белозерскому сельскому поселению.

## География
Расположена в северо-восточной части района, на берегу озера Штанное. Рельеф — полуравнина (Зауральский пенеплен); ближайшие выс.— 199 и 207 м. Ландшафт — лесостепь. В окрестностях мн. небольших озер, болот, колков. Деревня связано грунтовыми дорогами с соседними населенными пунктами. Расстояние до районного центра (Троицк) 52 км, до центра сельского поселения (с. Белозеры) — 15 км.

## История
Деревня основано в 1920-х гг.; первонач. носила назв. Чисто-Штанное, позднее переим. в честь местного жителя коммуниста А. Сбитнева. По данным статистики, в 1920-х гг. числилась в Белозерском сельсовете Каракульского района. В советский период на ее терр. располагались последовательно 2-е отделение совхоза «Песчаный» и 2-е отделение совхоза «Белозерский», ныне — отделение ООО «Белозерское».

## Население
| 2002 | 2010 |
| ---- | ---- |
| 186  | ↘79  |

(в 1956 — 353, в 1959 — 349, в 1970 — 336, в 1983 — 209, в 1995 — 186)

## Улицы
- Зеленая улица
- Набережная улица
- Центральная улица